# Murillo (football)
Pour les articles homonymes, voir Murillo et dos Santos.
Murillo Santiago Costa dos Santos dit Murillo, né le 4 juillet 2002 à São Paulo au Brésil, est un footballeur brésilien qui évolue au poste de défenseur central à Nottingham Forest.

## Biographie

### SC Corinthians
Né à São Paulo au Brésil, Murillo est notamment formé par le São Bernardo FC et l'União Barbarense avant de poursuivre sa formation au SC Corinthians. En janvier 2023 il est promu en équipe première. Le 10 février 2023, Murillo prolonge son contrat avec le Corinthians, étant désormais lié au club jusqu'en décembre 2025.
Murillo fait sa première apparition en professionnel le 26 avril 2023, lors d'une rencontre de coupe du Brésil face au Clube do Remo. Il entre en jeu à la place de Bruno Méndez et son équipe s'impose après une séance de tirs au but. Le 29 avril suivant, le jeune défenseur joue son premier match de Brasileirão, la première division brésilienne, contre la SE Palmeiras. Il est titularisé mais son équipe est battue ce jour-là (2-1 score final),.

### Nottingham Forest
Le 31 août 2023, Murillo rejoint l'Angleterre afin de s'engager en faveur de Nottingham Forest. Il signe un contrat de cinq ans, soit jusqu'en juin 2028,.
S'imposant comme un joueur titulaire et un joueur clé de Nottingham Forest dès sa première saison, il est récompensé en étant élu joueur de la saison 2023-2024 par les multiples supporters du club.